# Hydatophylax hesperus
Hydatophylax hesperus là một loài Trichoptera trong họ Limnephilidae. Chúng phân bố ở miền Tân bắc.